# Кейслер, Вильгельм Фридрих фон
Вильгельм Фридрих фон Кейслер (нем. Wilhelm Friedrich von Keussler; 13 февраля 1777, Берндорф, ныне в составе Турнау — 4 июня 1828, Рига) — лифляндский педагог и метеоролог.
Учился в гимназии в Кобурге, затем с 1797 г. в Йенском университете. В 1798 г. поступил секретарём к французскому генералу Жану Виктору Моро во время его похода в Германию, затем последовал за французскими войсками в Италию. Вернувшись в Германию, некоторое время работал в книготорговой фирме в Гамбурге, затем отправился домашним учителем в имение графа Михаила Борха в Варкланде. С 1804 г. домашний учитель в семье рижского бургомистра Генриха Эрнста фон Эрдмана (1744—1807). В 1806 г. открыл в Риге частную школу для мальчиков. С 1807 г. старший учитель математики и физики в губернской гимназии. Одновременно в 1818—1820 гг. и с 1821 г. заместитель директора губернского школьного управления.
Вёл многочисленные метеорологические и астрономические наблюдения. В 1818 г. основал первую в Риге обсерваторию, первоначально разместив её в саду у коменданта Риги Е. Х. Рихтера. В том же году принял участие в работе по астрономо-тригонометрическому обследованию Лифляндской губернии под руководством В. Я. Струве, ставшей первым шагом по созданию так называемой Дуги Струве. Поместил много статей по метеорологии в журнале И. Х. Каффки «Nordisches Archiv» (1808 и 1809), в «Fama für Deutsch-Russland» А. Трухарта (1806 и 1807), «Ökonomische Repertorium für Livland» (III и сл.), «Zeitschrift für Literatur und Kunst» Г. Меркеля (1811) и др. Отдельно опубликована книга фон Кейслера «О животном магнетизме» (нем. Ueber den Lebens-Magnetismus; Рига, 1816).
В 1819—1826 гг. исполнял обязанности цензора для изданий на латышском языке.
Награждён орденом Святого Владимира IV класса (1827).
Сын — Август Вильгельм Кейслер (1810—1887), педагог, в 1850—1871 гг. руководитель частной школы для мальчиков. Его дети — экономист Иван Кейслер, пастор Петрикирхе в 1885—1913 гг. Готлиб (Богдан) Кейслер (1844—1913) и педагог Фридрих Кейслер (1856—1924), внук (сын Готлиба Кейслера) — композитор Герхард фон Койслер.